# Дин Норис
Дин Џозеф Норис (енгл. Dean Joseph Norris; Саут Бенд, Индијана; рођен, 8. априла 1963), амерички је филмски и телевизијски глумац. У филмовима често глуми негативце, полицајце, или уопште људе с обе стране закона. Најпознатији је по улози Хенка Шредера у серијама Чиста хемија и Боље позовите Сола ТВ мреже AMC и по роли Џима Ренија у серији Под куполом.
Учествовао је у филмовима као што су Смртоносно оружје 2 (1989), Отпоран на метке (1990), Тотални опозив (1990), Терминатор 2: Судњи дан (1991), Фирма (1993), Свемирски војници (1997), Ћелија (2000), Један једини (2001), Мала мис Саншајн (2006), Свемогући Еван (2007), Језиве приче из мрака (2019) и други.